# 柯尔斯滕·沃尔
柯尔斯滕·沃尔（英語：Kirsten Wall，1975年11月27日—），生于安大略省米尔顿，加拿大女子冰壶运动员。她曾以替补身份代表加拿大获得2014年冬季奥运会女子冰壶比赛金牌。